# Ксеркс I
Ксеркс I је био персијски цар од 486. до 465. п. н. е. и владар Персије од 486. до 465. п. н. е. За разлику од својих претходника Дарија Великог и Кира Великог није показивао разумевање и толеранцију за друге културе и религије, па је тиме ослабио царство. После сукоба са Грцима дошло је ново раздобље када је доминантна светска сила престала да буде једна азијска држава.

## Престрог владар
Био је син Дарија Великог и Атосе, кћерке Кира Великог. Постао је краљ октобра 485. п. н. е.
Након гушења побуне у Египту 486. п. н. е, поставио је свог брата Ахамена као сатрапа Египта и тиме у Египту завео строгу владавину.
Из Вавилона је однео златни кип Мардука, истопио тај кип и убио свештеника који је чувао кип. Руке тог кипа требало је да додирне законити краљ Вавилона сваког почетка нове године. Од тренутка одношења тог кипа више није носио титулу краља Вавилона, него краља Персије, Медије и једноставно краља земаља (тј света). Тај Ксерксов поступак је изазвао две побуне од 484. п. н. е. до 479. п. н. е. Вавилон је укључен у Асирску сатрапију, која је била обавезна да даје 1000 талената сребра и 500 дечака за еунухе.
Забрањује чак и име Вавилон.

## Припрема за кажњавање и освајање Грчке
Дарије је оставио свом сину Ксерксу задатак кажњавања Атињана за њихово учешће у Јонском устанку и победи на Маратону. Од 483. п. н. е. Ксеркс се пажљиво припремао за експедицију.
Дуж Тракије је похранио залихе. Закључио је споразум са Картагином и тиме је спречио Грке да добијају помоћ од Сиракузе и Агригента. Многе мале грчке државице прешле су на страну Персијанаца, а од посебног значаја је био прелазак Тесалије, Тебе и Аргоса на страну Персије. Огромна флота и армија се спремила на поход. Херодот је тврдио да их је било 2 милиона, али вероватније је да је било највише 250.000.

## Бичевање мора
Да би могао из Мале Азије да дође до Грчке требало је да пређе Хелеспонт (Дарданеле). Звао је најбоље градитеље мостова из свих делова свог царства да премосте Хелеспонт. Таман кад су премостили Хелеспонт, велика олуја је срушила те мостове. Ксеркс је био толико љут, јер сматрао се свемоћним, да је наредио бичевање мора са 300 удараца бичем. Да би му војска прешла Хелеспонт уместо правих мостова ј еискористио понтонске мостове од бродова. Поређао је толико бродова преко Хелеспонта, да га је премостио.

## Грчко-персијски ратови
У пролеће 480. п. н. е. Ксеркс је кренуо из Сарда. У почетку је свуда побеђивао. Грчка флота је потучена код Артемизија, Термопилски кланац је пао и поред отпора Леонидиних Спартанаца, Атина је освојена и разорена, а Спарта је сведена на задњу линију одбране. Након освајања Атине и кад је довољно казнио одговорне за претходни Јонски устанак повукао се из града.
У морској бици кад Саламине 28. септембра 480. п. н. е. Грци су победили, па се Ксеркс повукао јер је изгубио комуникацију морем. Персијску армију у Грчкој даље је предводио Мардоније, који је поражен код Платеје. Пораз Персијанаца у Микали, подигао је на ноге грчке градове Азије.

## Касније године
Покушавао је да пошаље морнаре, који ће обићи Африку. Победа Грка је довела царство у стање споре апатије, од чега се нису опоравили. Убијен је у дворској интриги 465. п. н. е. .

## У Библији
У Библији, Ксеркс се спомиње под именом Ахазеур. Током његове владавине, те његовог претходника (Дарија) и наследника Артаксеркса, многи Самарићани су се жалили персијском краљу на Јевреје.
Веровало се да је Ксеркс такође Ахазерус, краљ у Библијској „Књизи о Јестири”, иако је ова идентификација предложена од стране јеврејских научника. Јеврејски историчар Јосиф Флавије је узео историјски постојање Ваштија и Естер као чињеницу, кроз радове Херодота је предложио да је Ксеркс имао краљицу, проглашену таквом током венчања Аместрис, кћерку Отанеса. Ово име специфично није проблем расправе, пошто се реч Естер може разумети и као „скривен” у хебрејском. Њено име је такође преведено и као Мидраш (Јеврејски библијски коментари), где пише да је Естер крила своју националност и наслеђе по Мордекајевом савету.